# Mistrovství Evropy juniorů v ledním hokeji 1969
Mistrovství Evropy juniorů v ledním hokeji 1969 byl 2. ročník této soutěže. Turnaj hostila od 26. prosince 1968 do 2. ledna 1969 západoněmecká města Ga-Pa, Füssen, Bad Tölz. Hráli na něm hokejisté narození ve druhé polovině roku 1949 a mladší.

## Výsledky
Všech šest týmů se střetlo ve formátu každý s každým. Konečné pořadí na turnaji bylo umístění mužstva v tabulce.
| Poř. | Tým     | URS  | SWE  | TCH  | FIN  | GER  | POL  | Z | V | R | P | Skóre | B |
| 1.   | SSSR    | —    | 7:3  | 2:2  | 15:2 | 10:2 | 12:3 | 5 | 4 | 1 | 0 | 46:12 | 9 |
| 2.   | Švédsko | 3:7  | —    | 5:4  | 8:3  | 6:2  | 15:1 | 5 | 4 | 0 | 1 | 37:17 | 8 |
| 3.   | ČSSR    | 2:2  | 4:5  | —    | 4:0  | 4:1  | 14:0 | 5 | 3 | 1 | 1 | 28:8  | 7 |
| 4.   | Finsko  | 2:15 | 3:8  | 0:4  | —    | 4:7  | 9:3  | 5 | 1 | 0 | 4 | 18:37 | 2 |
| 5.   | SRN     | 2:10 | 2:6  | 1:4  | 7:4  | —    | 3:4  | 5 | 1 | 0 | 4 | 15:28 | 2 |
| 6.   | Polsko  | 3:12 | 1:15 | 0:14 | 3:9  | 4:3  | —    | 5 | 1 | 0 | 5 | 11:53 | 2 |

 Polsko sestoupilo z elitní skupiny

## Turnajová ocenění
|                        | Brankář   | Obránce       | Obránce       | Útočník         | Útočník         | Útočník         |
| ---------------------- | --------- | ------------- | ------------- | --------------- | --------------- | --------------- |
| Ceny direktoriátu IIHF | Jiří Crha | Börje Salming | Börje Salming | Alexandr Malcev | Alexandr Malcev | Alexandr Malcev |

### Nejproduktivnější hráč
|                 | G  | A | B  |
| --------------- | -- | - | -- |
| Alexandr Malcev | 13 | 4 | 17 |

## Mistři Evropy - SSSR
Brankáři: Vladislav Treťjak, Alexandr Gysin

Obránci: Alexandr Astašev, Alexandr Čepelev, Valerij Vasiljev, Alexandr Zozin, Sergej Gluchkov, Nikolaj Novoženin

Útočníci: Alexandr Kisljakov, Jevgenij Kotlov, Alexandr Malcev, Konstantin Klimov, Georgij Uglov, Gennadij Krylov, Vladimír Syrcov, Vjačeslav Soloduchin, Gennadij Syrcov, Vitalij Krajev.
Mistrovství se směli zúčastnit hráči narození po 1. 9. 1949. Sovětské mužstvo se prezentovalo pasy, v nichž byl uveden pouze rok narození, takže kontrola oprávněnosti ke startu nebyla možná. Uvedenému kritériu neodpovídali např. budoucí reprezentanti Malcev (20. dubna 1949) a Vasiljev (3. srpna 1949). Od příštího mistrovství byl proto povolen start hráčů narozených po 1. lednu odpovídajícího roku.

## Československá reprezentace
Brankáři: Jiří Crha, Milan Magdalík

Obránci: Jiří Bubla, Milan Kajkl, Pavel Král, Jozef Bukovinský, Jan Salaj, Josef Jenáček

Útočníci: Vladimír Martinec, Jiří Novák, Zdeněk Mráz, Jiří Perk, Petr Zelenka, Ivan Hlinka, Antonín Waldhauser, Miloš Holaň, Pavol Skokan, Jaroslav Mec.

## B skupina
Šampionát B skupiny se odehrál 8.–14. března ve švýcarské Ženevě, postup na mistrovství Evropy juniorů 1970 si vybojovali domácí.
1.  Švýcarsko

2.  Maďarsko

3.  Jugoslávie

4.  Rakousko